# Placerville (Idaho)
Pour les articles homonymes, voir Placerville.
La ville de Placerville est située dans le comté de Boise, dans l’État de l’Idaho, aux États-Unis. Sa population s’élevait à 53 habitants lors du recensement de 2010, estimée à 54 habitants en 2016.

## Source
- (en) Cet article est partiellement ou en totalité issu de l’article de Wikipédia en anglais intitulé « Placerville, Idaho » (voir la liste des auteurs).